# Philip Hanson
Philip „Phil” Hanson (ur. 5 lipca 1999 w Sunningdale, Wielka Brytania) – brytyjski kierowca wyścigowy. W swojej karierze zdobył tytuły mistrzowskie FIA WEC i ELMS w kategorii LMP2 oraz wygrał wyścig Le Mans w klasach: LMP2 i Hypercar. Obecnie ściga się w klasie Hypercar w barwach zespołu AF Corse w FIA WEC.

## Życiorys

### Karting
Karierę w kartingu rozpoczął w 2014 roku. W sezonie 2015 został mistrzem Super 1 National Junior X30 Championship.

### Wyścigi długodystansowe

#### 2016
W 2016 roku wystartował w kilku seriach wyścigowych. Za każdym razem ścigał się dla zespołu Tockwith Motorsport a jego partnerem zespołowym był Nigel Moore.
Hanson przejechał pełny sezon w serii Britcar za kierownicą Audi R8 LMS. Duet Hanson-Moore zdobył mistrzostwo w wygrywając 5 z 8 wyścigów w klasie i 6-krotnie stając na klasowym podium.
Hanson wystartował też w 3 wyścigach sezonu GT3 Le Mans Cup za kierownicą Audi R8 LMS i po raz pierwszy wystartował na torze Circuit de la Sarthe.
Oprócz startów w autach GT Philip Hanson rywalizował Ligierem klasy LMP3 w ELMS (2 wyścigi), British LMP3 Cup oraz Asian Le Mans Series. Duet Hanson-Moore zdobył mistrzostwo LMP3 AsLMS wygrywając 2 z 4 wyścigów i 3-krotnie stając na podium.

#### 2017
W 2017 roku kontynuował starty dla zespołu Tockwith w seriach ELMS i FIA WEC tym razem w klasie LMP2 za kierownicą Ligiera JS P217. W ELMS jego partnerem zespołowym ponownie był Nigel Moore – przejechali razem 3 wyścigi. W WEC również uczestniczył w 3 wyścigach, z czego w dwóch jechał z Nigelem Moore’em i Karunem Chandhokiem, a trzeci z samym Moore’em. Jednym z tych wyścigów było Le Mans, w którym załoga Hanson-Moore-Chandhok zajęła 9. miejsce w klasie i 11. miejsce w klasyfikacji ogólnej.

#### 2018
W 2018 roku Hanson przeszedł do zespołu United Autosports i kontynuował ściganie w klasie LMP2. Jego głównym programem wyścigowym były starty w ELMS, gdzie jego partnerem zespołowym w 5 z 6 wyścigów był Filipe Albuquerque, a w jednym Bruno Senna. Hanson i Albuquerque 3 razy stanęli na podium, z czego 2 razy na jego najwyższym stopniu. W klasyfikacji sezonu Philip Hanson uplasował się na 5. miejscu.
Razem z Filipem Albuquerque i Paulem di Restą wystartował w wyścigu Le Mans. Ich załoga nie ukończyła wyścigu z powodu wypadku.
Hanson zanotował też 3 starty w rundach długodystansowych serii IMSA SportsCar Championship w kategorii Prototype.
Philip Hanson razem z Paulem di Restą wystartował w Asian Le Mans Series. Zdobyli oni tytuł mistrzowski LMP2 4-krotnie stawając na podium, z czego 3 razy na jego drugim stopniu i raz wygrywając wyścig.

#### 2019 i 2020
W 2019 roku Hanson kontynuował jazdę dla zespołu United Autosports w LMP2 w serii ELMS i zadebiutował w pełnym sezonie FIA WEC.
W ELMS jego partnerem w 5 z 6 wyścigów był Filipe Albuquerque, a w jednym wyścigu Paul di Resta. Philip Hanson zajął 4. miejsce w klasyfikacji sezonu, dwukrotnie stając na podium i wygrywając jeden wyścig.
W FIA WEC jego partnerem ponownie był Filipe Albuquerque oraz Paul di Resta, którego w jednym z wyścigów zastąpił Oliver Jarvis. Hanson i Albuquerque zdobyli mistrzostwo kierowców LMP2 6-krotnie stając na podium, z czego 4-krotnie zwyciężając. Jednym z tych zwycięstw było Le Mans w 2020 roku.
W 2020 roku Hanson kontynuował ściganie dla United Autosports w ELMS, ponownie partnerując Filipe Albuquerque. Zdobyli oni mistrzostwo ELMS w dominującym stylu – we wszystkich pięciu wyścigach stanęli na podium i wygrali trzy z nich.

#### 2021
W 2021 roku Hanson dalej był związany z United Autosports. W ELMS jego partnerami byli Tom Gamble oraz Jonathan Aberdein. Zdobyli oni wicemistrzostwo LMP2 z dorobkiem czterech podiów i jedną wygraną.
W FIA WEC jego partnerami byli Filipe Albuquerque i Fabio Scherer. Paul di Resta i Wayne Boyd zastąpili Albuquerque i Scherera podczas drugiej rundy sezonu. Hanson uplasował się na 4. pozycji w klasyfikacji kierowców LMP2 z trzema podiami i dwoma wygranymi.

#### 2022
W 2022 Hanson ponownie startuje dla United Autosports w kategorii LMP2. W ELMS jego partnerami są Tom Gamble i Duncan Tappy. W FIA WEC jego partnerami są Filipe Albuquerque oraz Will Owen.

#### 2023
22 lipca 2022 roku zespół United Autosports ogłosił, że Philip Hanson będzie kontynuować ściganie w ich barwach w serii FIA WEC.

#### 2025
W październiku 2024 roku zespół AF Corse ogłosił Hansona jako kierowcę ich załogi z numerem 83 w klasie Hypercar. Jego partnerami zespołowymi zostali dotychczasowi kierowcy tego auta, Robert Kubica i Yifei Ye. Załoga Hanson–Kubica–Ye zwyciężyła w klasyfikacji generalnej wyścigu Le Mans.

## Wyniki

### 24h Le Mans
| Rok  | Zespół                | Partnerzy                        | Samochód              | Klasa | Okr. | Poz. | Poz. kl. |
| ---- | --------------------- | -------------------------------- | --------------------- | ----- | ---- | ---- | -------- |
| 2017 | Tockwith Motorsports  | Nigel Moore Karun Chandhok       | Ligier JS P217-Gibson | LMP2  | 351  | 11   | 9        |
| 2018 | United Autosports     | Paul di Resta Filipe Albuquerque | Ligier JS P217-Gibson | LMP2  | 288  | NU   | NU       |
| 2019 | United Autosports     | Paul di Resta Filipe Albuquerque | Ligier JS P217-Gibson | LMP2  | 365  | 9    | 4        |
| 2020 | United Autosports     | Paul di Resta Filipe Albuquerque | Oreca 07-Gibson       | LMP2  | 370  | 5    | 1        |
| 2021 | United Autosports USA | Fabio Scherer Filipe Albuquerque | Oreca 07-Gibson       | LMP2  | 328  | 40   | 18       |
| 2022 | United Autosports USA | Filipe Albuquerque Will Owen     | Oreca 07-Gibson       | LMP2  | 366  | 14   | 10       |

### European Le Mans Series
| Sezon | Zespół               | Klasa | Samochód                        | Silnik                 | Wyniki w poszczególnych rundach | Wyniki w poszczególnych rundach | Wyniki w poszczególnych rundach | Wyniki w poszczególnych rundach | Wyniki w poszczególnych rundach | Wyniki w poszczególnych rundach | Pozycja | Punkty |
| 2016  | Tockwith Motorsports | LMP3  | Ligier JS P3                    | Nissan VK50VE 5.0 L V8 | SIL                             | IMO                             | RBR                             | LEC                             | SPA                             | EST                             | 21      | 9,5    |
| ----- | -------------------- | ----- | ------------------------------- | ---------------------- | ------------------------------- | ------------------------------- | ------------------------------- | ------------------------------- | ------------------------------- | ------------------------------- | ------- | ------ |
| 2016  | Tockwith Motorsports | LMP3  | Ligier JS P3                    | Nissan VK50VE 5.0 L V8 | –                               | –                               | –                               | 6                               | 12                              | –                               | 21      | 9,5    |
| 2017  | Tockwith Motorsports | LMP2  | Ligier JS P217                  | Gibson GK428 4.2 L V8  | SIL                             | MNZ                             | RBR                             | LEC                             | SPA                             | POR                             | 16      | 12,5   |
| 2017  | Tockwith Motorsports | LMP2  | Ligier JS P217                  | Gibson GK428 4.2 L V8  | 5                               | 11                              | 9                               | –                               | –                               | –                               | 16      | 12,5   |
| 2018  | United Autosports    | LMP2  | Ligier JS P217                  | Gibson GK428 4.2 L V8  | LEC                             | MNZ                             | RBR                             | SIL                             | SPA                             | POR                             | 5       | 54     |
| 2018  | United Autosports    | LMP2  | Ligier JS P217                  | Gibson GK428 4.2 L V8  | 12                              | 10                              | 3                               | NU                              | 1                               | 1                               | 5       | 54     |
| 2019  | United Autosports    | LMP2  | Ligier JS P217 1-3 Oreca 07 4-6 | Gibson GK428 4.2 L V8  | LEC                             | MNZ                             | CAT                             | SIL                             | SPA                             | POR                             | 4       | 71     |
| 2019  | United Autosports    | LMP2  | Ligier JS P217 1-3 Oreca 07 4-6 | Gibson GK428 4.2 L V8  | 6                               | 4                               | 7                               | NU                              | 1                               | 2                               | 4       | 71     |
| 2020  | United Autosports    | LMP2  | Oreca 07                        | Gibson GK428 4.2 L V8  | LEC                             | SPA                             | LEC                             | MNZ                             | POR                             |                                 | 1       | 109    |
| 2020  | United Autosports    | LMP2  | Oreca 07                        | Gibson GK428 4.2 L V8  | 3                               | 1                               | 1                               | 1                               | 3                               |                                 | 1       | 109    |
| 2021  | United Autosports    | LMP2  | Oreca 07                        | Gibson GK428 4.2 L V8  | CAT                             | RBR                             | LEC                             | MNZ                             | SPA                             | POR                             | 2       | 86     |
| 2021  | United Autosports    | LMP2  | Oreca 07                        | Gibson GK428 4.2 L V8  | 3                               | 7                               | 2                               | 2                               | 8                               | 1                               | 2       | 86     |
| 2022  | United Autosports    | LMP2  | Oreca 07                        | Gibson GK428 4.2 L V8  | LEC                             | IMO                             | MNZ                             | CAT                             | SPA                             | POR                             | 3*      | 48*    |
| 2022  | United Autosports    | LMP2  | Oreca 07                        | Gibson GK428 4.2 L V8  | 7                               | 2                               | 4                               | 4                               |                                 |                                 | 3*      | 48*    |

### Asian Le Mans Series
| Sezon     | Zespół               | Klasa | Samochód     | Silnik               | Wyniki w poszczególnych rundach | Wyniki w poszczególnych rundach | Wyniki w poszczególnych rundach | Wyniki w poszczególnych rundach | Pozycja | Punkty |
| 2016/2017 | Tockwith Motorsports | LMP3  | Ligier JS P3 | Nissan VK50 5.0 L V8 | ZIC                             | FUJ                             | CIC                             | SEP                             | 1       | 77     |
| --------- | -------------------- | ----- | ------------ | -------------------- | ------------------------------- | ------------------------------- | ------------------------------- | ------------------------------- | ------- | ------ |
| 2016/2017 | Tockwith Motorsports | LMP3  | Ligier JS P3 | Nissan VK50 5.0 L V8 | 2                               | 1                               | 1                               | 1                               | 1       | 77     |
| 2018/2019 | United Autosports    | LMP2  | Ligier JS P2 | Nissan VK45 4.5 L V8 | SHA                             | FUJ                             | CIC                             | SEP                             | 1       | 80     |
| 2018/2019 | United Autosports    | LMP2  | Ligier JS P2 | Nissan VK45 4.5 L V8 | 2                               | 2                               | 1                               | 2                               | 1       | 80     |

### IMSA SportsCar Championship
| Sezon | Zespół            | Klasa     | Samochód       | Silnik                | Wyniki w poszczególnych rundach | Wyniki w poszczególnych rundach | Wyniki w poszczególnych rundach | Wyniki w poszczególnych rundach | Wyniki w poszczególnych rundach | Wyniki w poszczególnych rundach | Wyniki w poszczególnych rundach | Wyniki w poszczególnych rundach | Wyniki w poszczególnych rundach | Wyniki w poszczególnych rundach | Pozycja | Punkty |
| 2018  | United Autosports | Prototype | Ligier JS P217 | Gibson GK428 4.2 L V8 | DAY                             | SEB                             | LBH                             | MOH                             | DET                             | WGL                             | MOS                             | ELK                             | LGA                             | PET                             | 28      | 72     |
| ----- | ----------------- | --------- | -------------- | --------------------- | ------------------------------- | ------------------------------- | ------------------------------- | ------------------------------- | ------------------------------- | ------------------------------- | ------------------------------- | ------------------------------- | ------------------------------- | ------------------------------- | ------- | ------ |
| 2018  | United Autosports | Prototype | Ligier JS P217 | Gibson GK428 4.2 L V8 | 13                              | 5                               | –                               | –                               | –                               | 5                               | –                               | –                               | –                               | –                               | 28      | 72     |
| 2022  | United Autosports | LMP2      | Oreca 07       | Gibson GK428 4.2 L V8 | DAY                             | SEB                             | LGA                             | MOH                             | WGL                             | ELK                             | PET                             |                                 |                                 |                                 | -*      | 0*     |
| 2022  | United Autosports | LMP2      | Oreca 07       | Gibson GK428 4.2 L V8 | 6                               | –                               | –                               | –                               | –                               | –                               |                                 |                                 |                                 |                                 | -*      | 0*     |

### FIA World Endurance Championship
| Sezon     | Zespół                | Klasa | Samochód | Silnik                | Wyniki w poszczególnych rundach | Wyniki w poszczególnych rundach | Wyniki w poszczególnych rundach | Wyniki w poszczególnych rundach | Wyniki w poszczególnych rundach | Wyniki w poszczególnych rundach | Wyniki w poszczególnych rundach | Wyniki w poszczególnych rundach | Pozycja | Punkty |
| 2019/2020 | United Autosports     | LMP2  | Oreca 07 | Gibson GK428 4.2 L V8 | SIL                             | FUJ                             | SHA                             | BHR                             | COA                             | SPA                             | LMS                             | BHR                             | 1       | 190    |
| --------- | --------------------- | ----- | -------- | --------------------- | ------------------------------- | ------------------------------- | ------------------------------- | ------------------------------- | ------------------------------- | ------------------------------- | ------------------------------- | ------------------------------- | ------- | ------ |
| 2019/2020 | United Autosports     | LMP2  | Oreca 07 | Gibson GK428 4.2 L V8 | NS                              | 3                               | 3                               | 1                               | 1                               | 1                               | 1                               | 4                               | 1       | 190    |
| 2021      | United Autosports USA | LMP2  | Oreca 07 | Gibson GK428 4.2 L V8 | SPA                             | POR                             | MNZ                             | LMS                             | BHR                             | BHR                             |                                 |                                 | 4       | 107    |
| 2021      | United Autosports USA | LMP2  | Oreca 07 | Gibson GK428 4.2 L V8 | 1                               | 3                               | 1                               | 10                              | 4                               | 4                               |                                 |                                 | 4       | 107    |
| 2022      | United Autosports USA | LMP2  | Oreca 07 | Gibson GK428 4.2 L V8 | SEB                             | SPA                             | LMS                             | MNZ                             | FUJ                             | BHR                             |                                 |                                 | 10*     | 32*    |
| 2022      | United Autosports USA | LMP2  | Oreca 07 | Gibson GK428 4.2 L V8 | 7                               | 5                               | 7                               | 13                              |                                 |                                 |                                 |                                 | 10*     | 32*    |